# Hemaspidis hemichionaspiformis
Hemaspidis hemichionaspiformis är en insektsart som först beskrevs av Green 1916.  Hemaspidis hemichionaspiformis ingår i släktet Hemaspidis och familjen pansarsköldlöss. Inga underarter finns listade i Catalogue of Life.